# 小行星3667
小行星3667（3667 Anne-Marie）是一颗绕太阳运转的小行星，为主小行星带小行星。该小行星于1981年3月9日发现。

## 轨道参数
小行星3667的轨道半长轴为3.0815420 UA，离心率为0.232。